# Yacimiento arqueológico de Jalandrianí-Kastrí
Jalandrianí-Kastrí o Chalandrianí-Kastrí (en griego, Χαλανδριανή-Καστρί) es un yacimiento arqueológico ubicado en el noreste de la isla de Siros, Grecia. 

## Características
En esta área arqueológica se ha hallado un asentamiento en la cima de la colina de Kastrí y una importante necrópolis que se extendía por una meseta próxima, pertenecientes a la civilización cicládica.

### Asentamiento de Kastrí
El asentamiento de Kastrí, que estuvo habitado desde aproximadamente 2300-2200 a. C., se encontraba en una colina cerca de la costa. Además de contar con protecciones naturales, estaba fortificado con bloques de mármol y varias torres que servían de refuerzo. Entre la cerámica hallada en el lugar se han hallado fragmentos de grandes pithoi para el almacenamiento de alimentos. Los edificios constaban de una o dos habitaciones y en algunos de ellos se han hallado fogones. Se supone que uno de los edificios había tenido una función de taller de metal. Un hallazgo destacado es una diadema de plata con decoración de relieve de figuras de personas y animales.
La importancia y las peculiaridades del asentamiento ha hecho que a la fase histórica y cultural de varios yacimientos arqueológicos contemporáneos y con características similares a este —como Lefkandi en Eubea, Kolona en Egina, Rafina en el Ática, Akrotiraki en Sifnos, el monte Cinto de Delos, Panormo en Naxos y varios de Beocia— se le conozca como «cultura Kastrí».

### Necrópolis de Jalandrianí

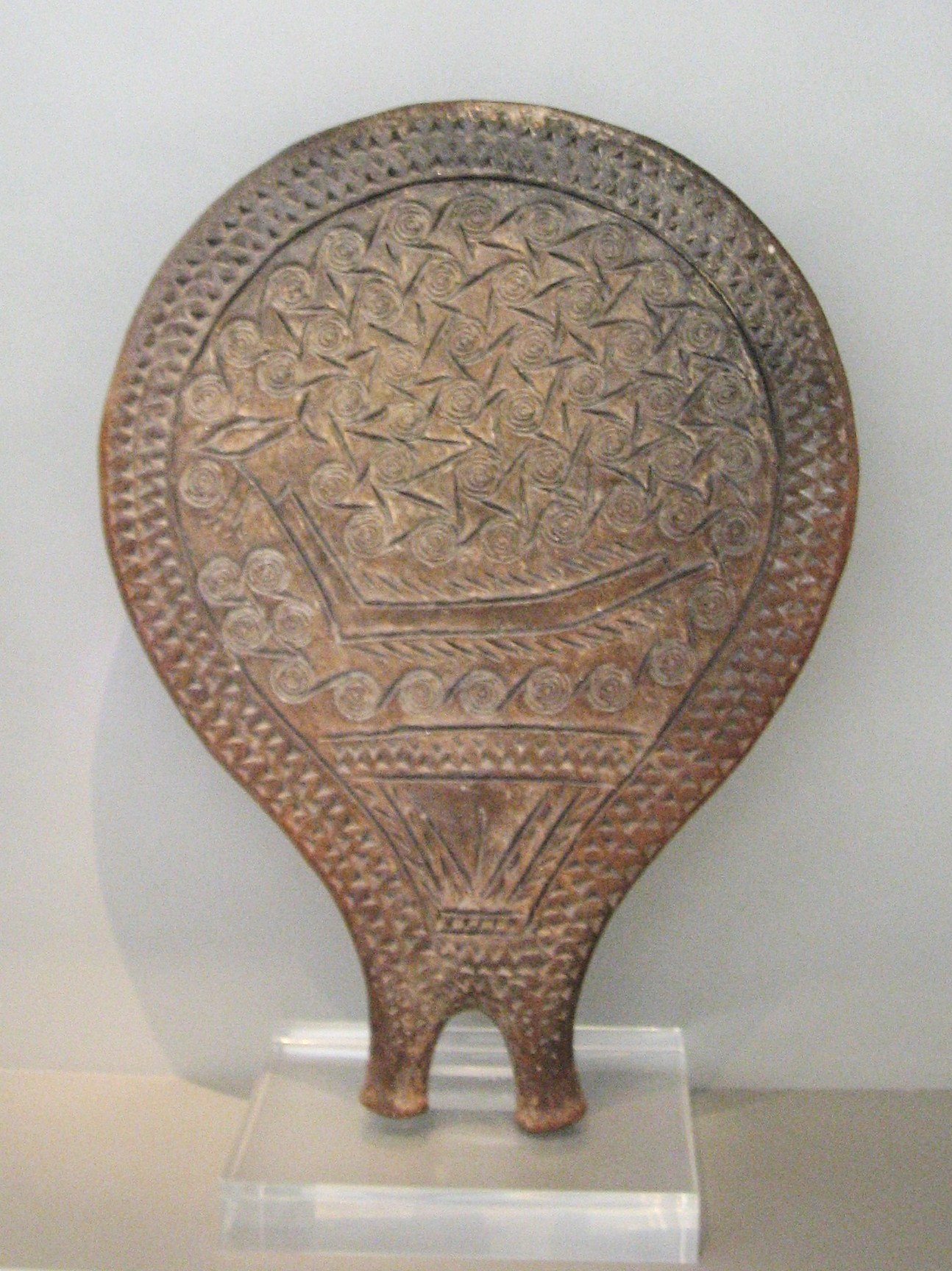
Una sartén cicládica hallada en la necrópolis de Jalandrianí.

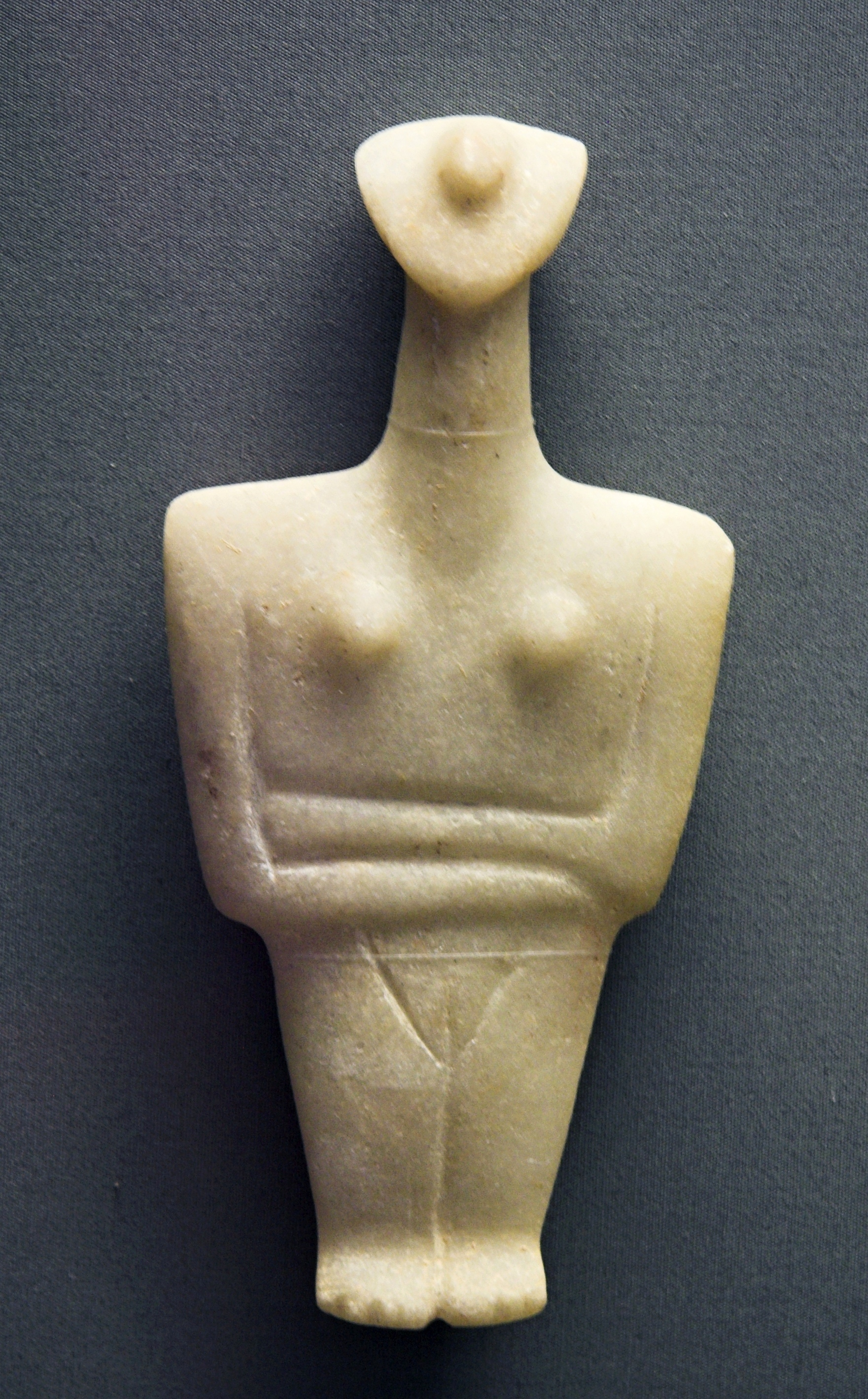
Una de las estatuillas del «tipo Jalandrianí».

La necrópolis de Jalandrianí contiene una serie de tumbas que pertenecen principalmente a la cultura Keros-Siros (desde 2700 hasta 2400/2300 a. C.) aunque algunas son contemporáneas del asentamiento de Kastrí. Se supone que las primeras tumbas estaban asociadas a otro asentamiento que se hallaba en Jalandrianí, bajo el pueblo moderno de este nombre, pero que no ha sido suficientemente investigado.
Se han excavado más de 600 tumbas distribuidas en dos secciones, este y oeste. Entre los objetos encontrados en las tumbas figuran recipientes de cerámica, objetos de metal, cuchillas de obsidiana y restos de huesos de animales y conchas marinas.
Se han encontrado también estatuillas femeninas. Sus características singulares —brazos más cerca del triángulo púbico, separación de piernas únicamente indicada por una ranura, hombros y brazos más amplios, cabeza triangular, nariz destacada— hacen que se les conozca como «tipo Jalandrianí» (o Chalandrianí). Otras estatuillas encontradas aquí pertenecen a un tipo parecido pero con algunas diferencias, como hombros algo menos amplios que los del tipo Jalandrianí, que es conocido como «tipo Dokathismata».

## Historia de las excavaciones
Este yacimiento fue investigado desde mediados del siglo XIX pero las primeras excavaciones sistemáticas fueron realizadas en 1898 por Christos Tsountas. Posteriormente, desde 1962 se inició otra fase de investigación en el yacimiento arqueológico con excavaciones o investigaciones dirigidas por Eva María Bossert, François Aron, Christos Georgiou Doumas y Nikolaos Zafiropoulos y luego ha habido una tercera fase de investigación a partir de 1990 bajo la dirección de Mariza Martari.